# Caccia alle uova

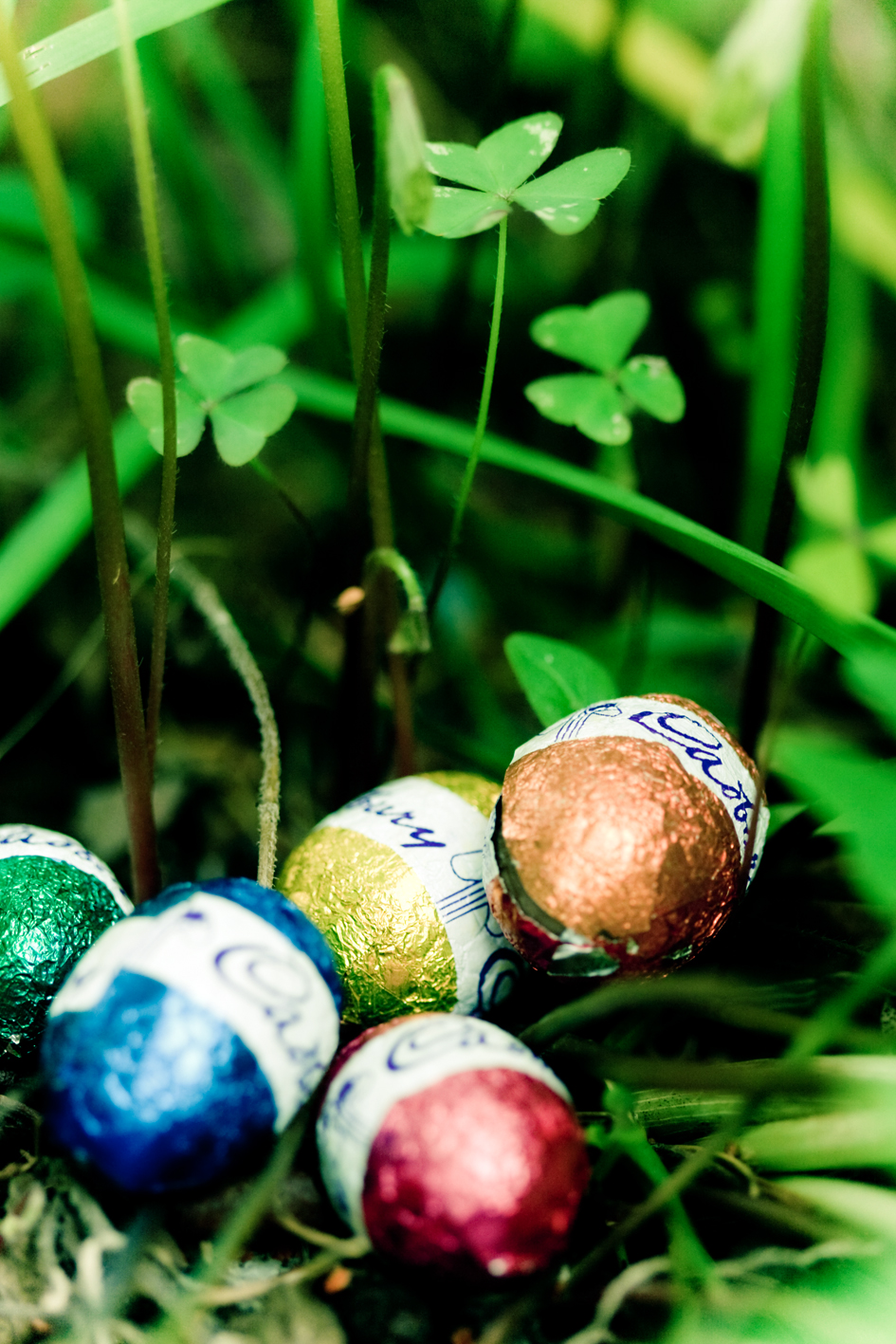
Ovetti di cioccolato nascosti

La caccia alle uova è una caccia al tesoro che si svolge nel tempo di Pasqua, in cui i bambini cercano le uova decorate o uova di Pasqua nascoste. Le uova raccolte vengono conservate o mangiate dai bambini.
Si utilizzano vari tipi di uova: sode e tipicamente dipinte, ripiene di cioccolato o caramelle, di plastica o cioccolatini a forma di uovo avvolti in carta stagnola (come gli ovetti Kinder). Molte persone rinunciano ai dolci come sacrificio quaresimale, e li consumano dopo essersi astenute durante la Quaresima.
Questo gioco viene spesso giocato all'aperto, ma è possibile anche al chiuso. Di norma, i bambini raccolgono le uova trovate in un cestino. Dopo la caccia possono essere assegnati premi per vari risultati: per il maggior numero di uova raccolte, per l'uovo più grande o più piccolo, per il maggior numero di uova di un certo colore, oltre a premi di consolazione o premi scherzosi. Le uova vengono deposte con vari gradi di occultamento, per accogliere bambini di età e livelli di sviluppo diversi. Nelle tradizioni popolari della Germania meridionale era consuetudine aggiungere ulteriori ostacoli al gioco posizionando le uova in luoghi difficili da raggiungere tra ortiche o spine.

## Storia

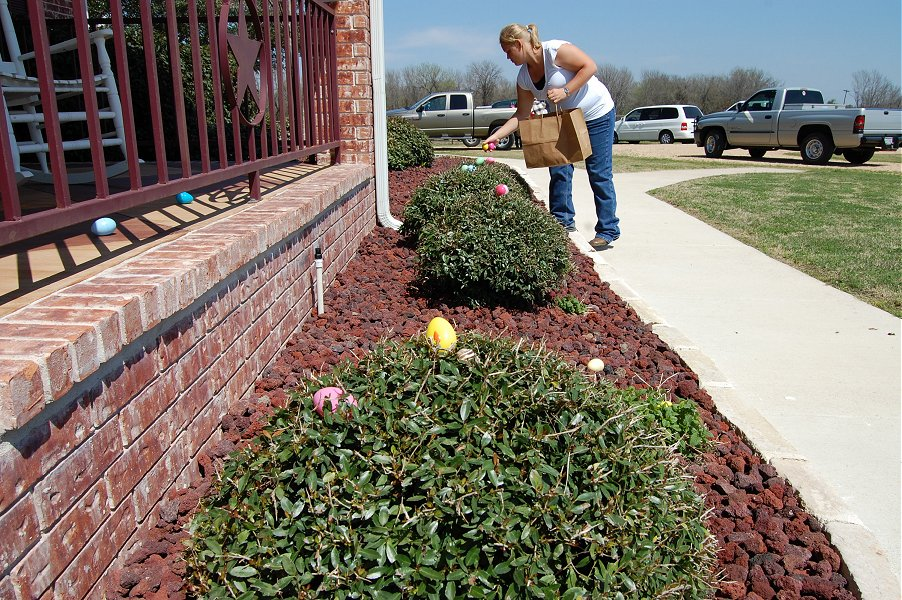
Una donna nasconde le uova di Pasqua per farle trovare ai bambini in età prescolare, stando attenta a non rendere la loro posizione e il loro recupero troppo difficili.

L'uovo era un simbolo della rinascita della Terra nelle celebrazioni precristiane della primavera. Tuttavia, lo stesso uovo di Pasqua era definito dai primi cristiani come un simbolo pasquale della risurrezione di Gesù: il simbolo dell'uovo era paragonato alla tomba da cui Cristo è sorto. Lizette Larson-Miller, professoressa presso la Graduate Theological Union di Berkeley, fa risalire l'usanza specifica della caccia alle uova di Pasqua al riformatore cristiano protestante Martin Lutero, affermando "Sappiamo che Martin Lutero aveva caccia alle uova di Pasqua in cui gli uomini nascondevano le uova per le donne e i bambini, e probabilmente ha questo collegamento con l'idea che le uova siano la tomba". Almeno dal XVII secolo è nota l'idea del coniglietto pasquale di portare le uova di Pasqua. La novità dell'introduzione della caccia alle uova di Pasqua in Inghilterra è evidenziata dalla conferenza inaugurale di A. E. Housman come professore di latino allo University College di Londra nel 1892, in cui disse: "In Germania a Pasqua si nascondono uova colorate intorno alla casa e giardino perché i fanciulli si divertano a scoprirle».
Un segretario generale associato dei ministeri della leadership presso il consiglio generale del discepolato, affermò che "c'è qualcosa nell'andare a caccia delle uova proprio come potremmo andare a caccia di Gesù nella tomba. E quando le troviamo è quella gioia che avevano le donne quando giunsero prima al sepolcro e scoprirono che Gesù non c'era più". Tradizionalmente il gioco è associato alle uova di Pasqua, ma è stato anche popolare nelle feste di compleanno primaverili. La caccia alle uova è un argomento del Guinness dei primati; Homer, in Georgia, Stati Uniti è stato elencato nel 1985 con 80.000 uova da cacciare in una città di 950 persone.
Per consentire ai bambini di partecipare alla caccia alle uova nonostante i problemi di vista, sono state create uova che emettono vari clic, segnali acustici, rumori o musica.

## Uso commerciale
Diverse aziende hanno sfruttato la popolarità della Pasqua e più specificamente della caccia alle uova per promuovere la vendita dei loro prodotti di caramelle. Le più notevoli sono state quelle dei cioccolatieri, tra cui Cadbury, con il loro annuale Easter Egg Trail ("sentiero delle uova di Pasqua") che si svolge in oltre 250 località del National Trust nel Regno Unito. Nel 2015, la società britannica di cioccolato Thorntons ha collaborato con la comunità di geocaching per nascondere le uova di cioccolato in tutto il Regno Unito.

## Galleria d'immagini

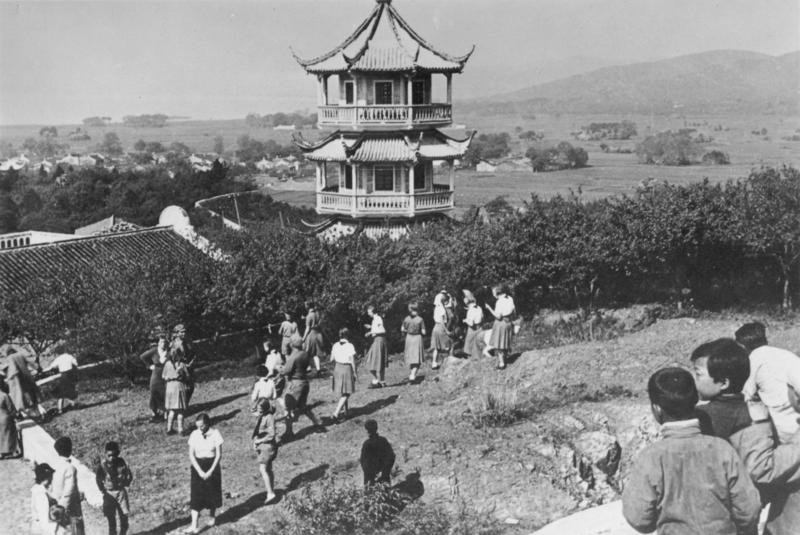
Caccia alle uova di Pasqua a Wuxi, Jiangsu, nel 1934.
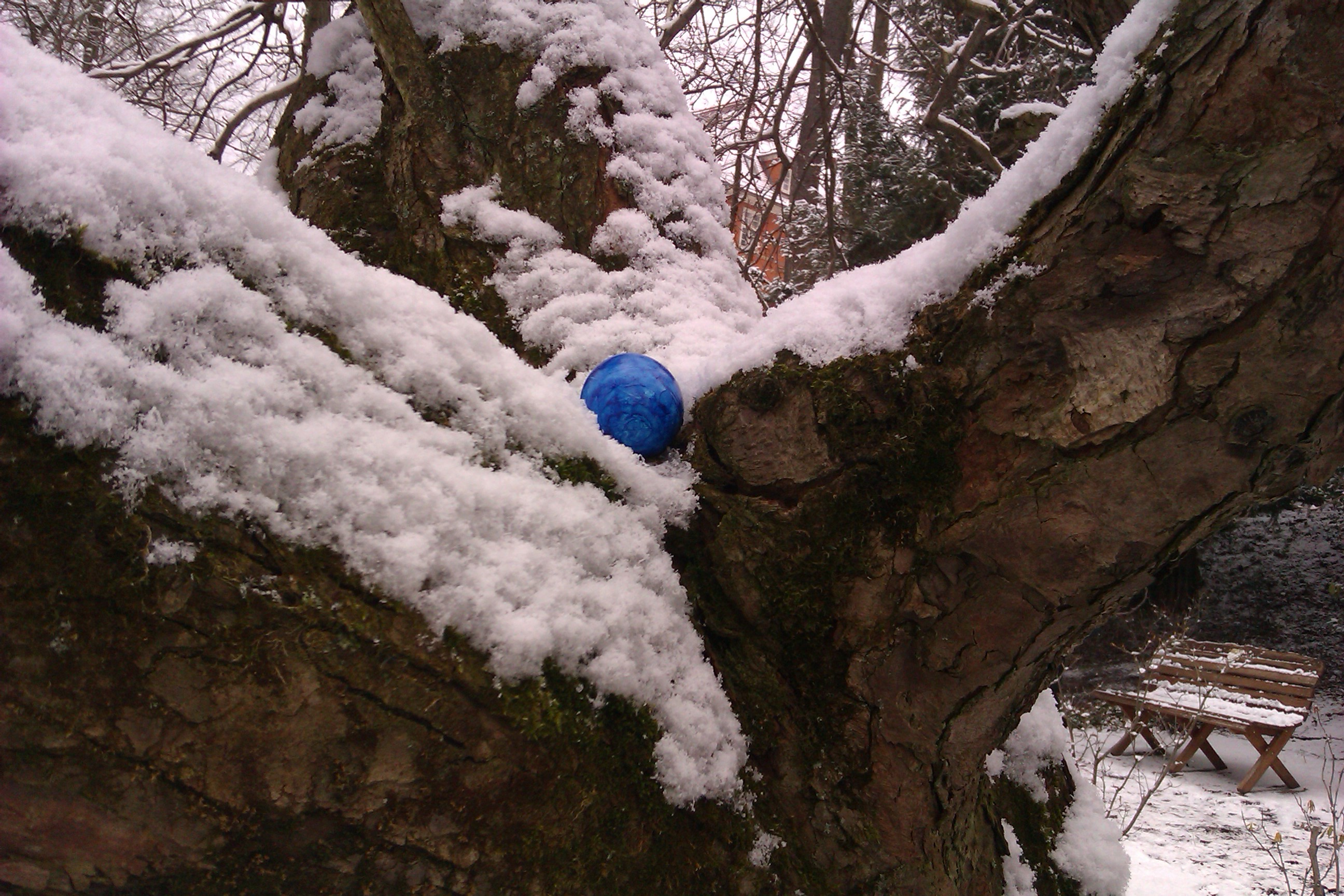
Caccia alle uova in Germania.
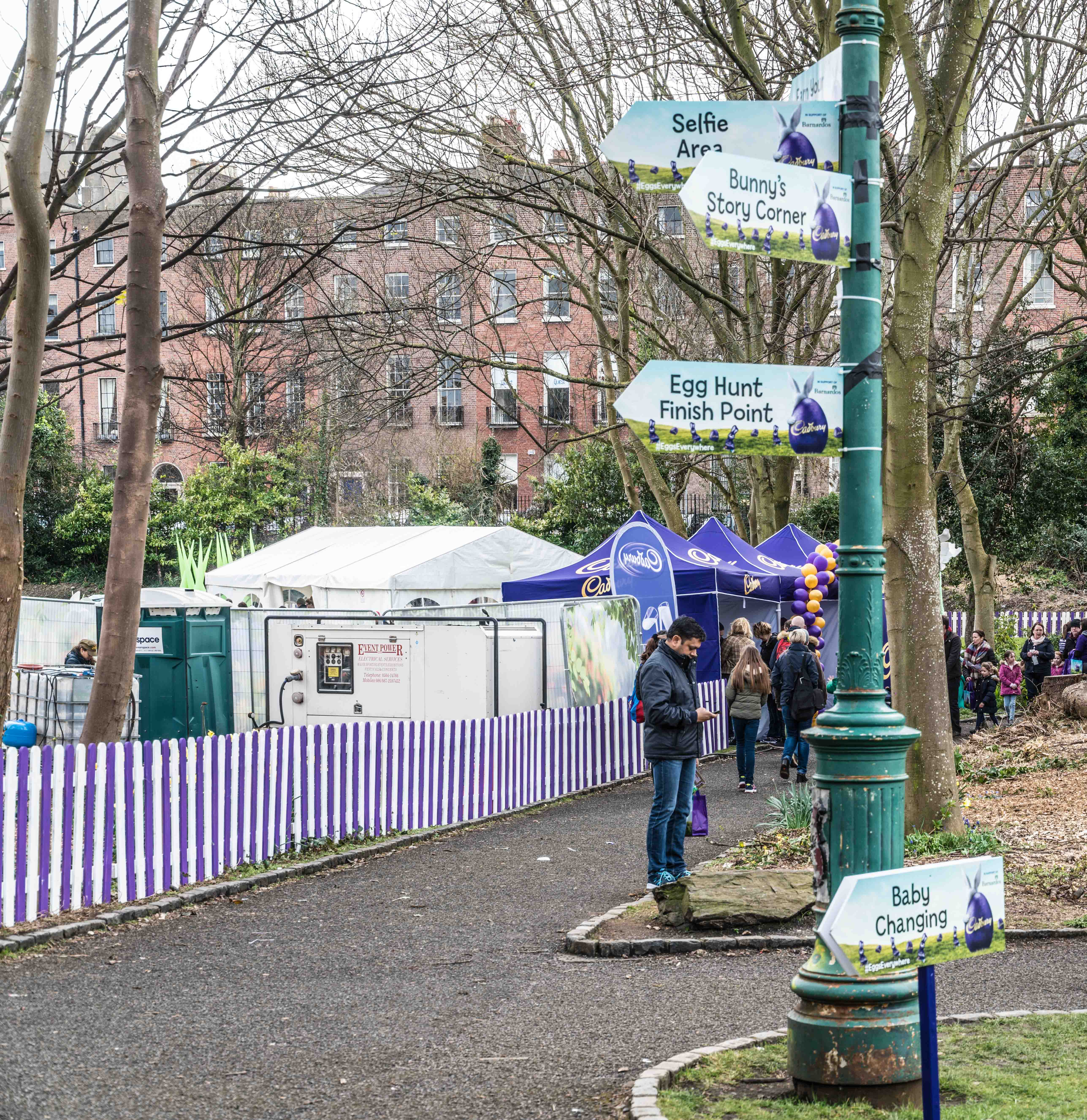
Caccia alle uova di Pasqua di Cadbury nel 2016.
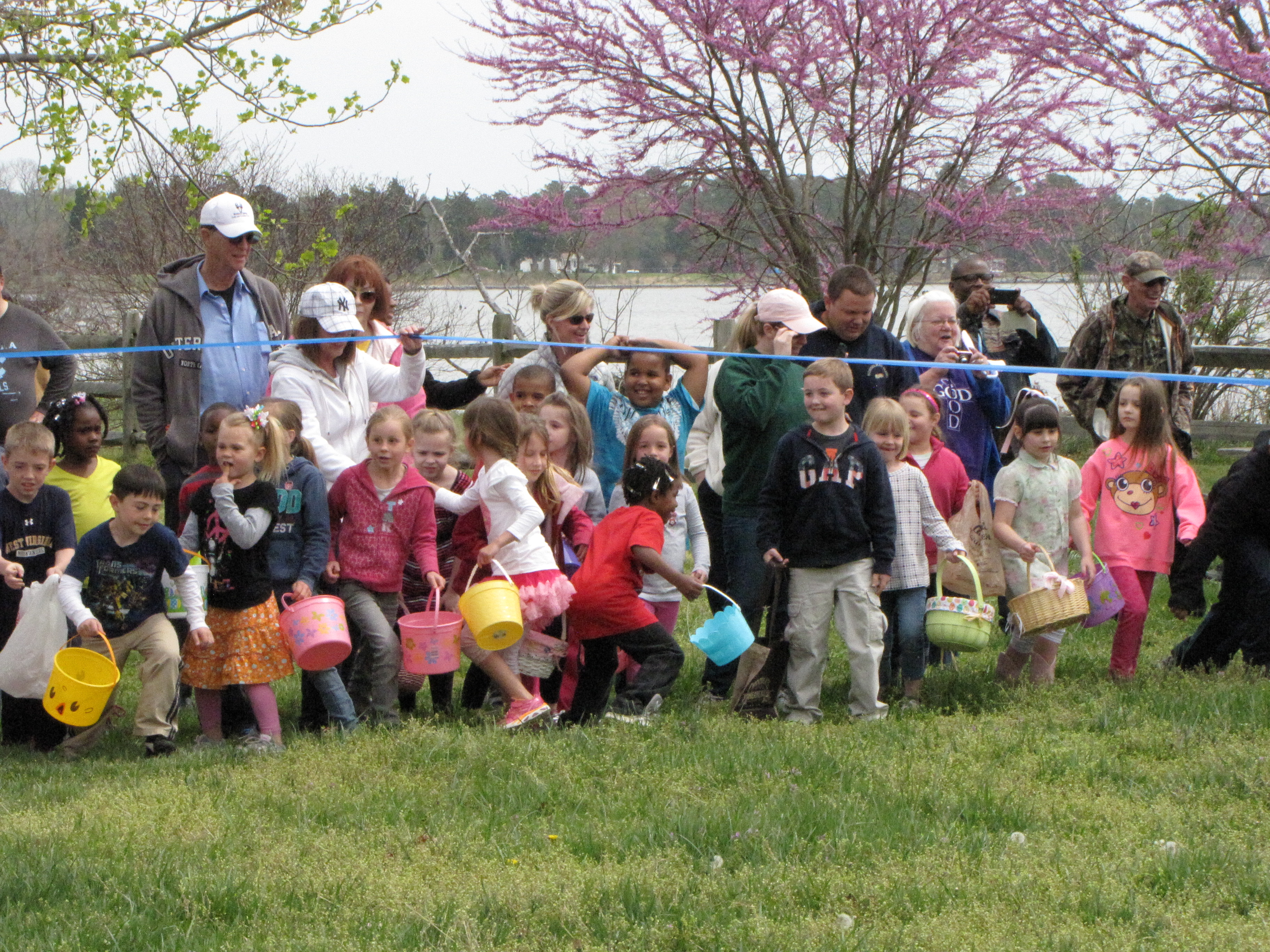
Bambini in procinto di iniziare la caccia.
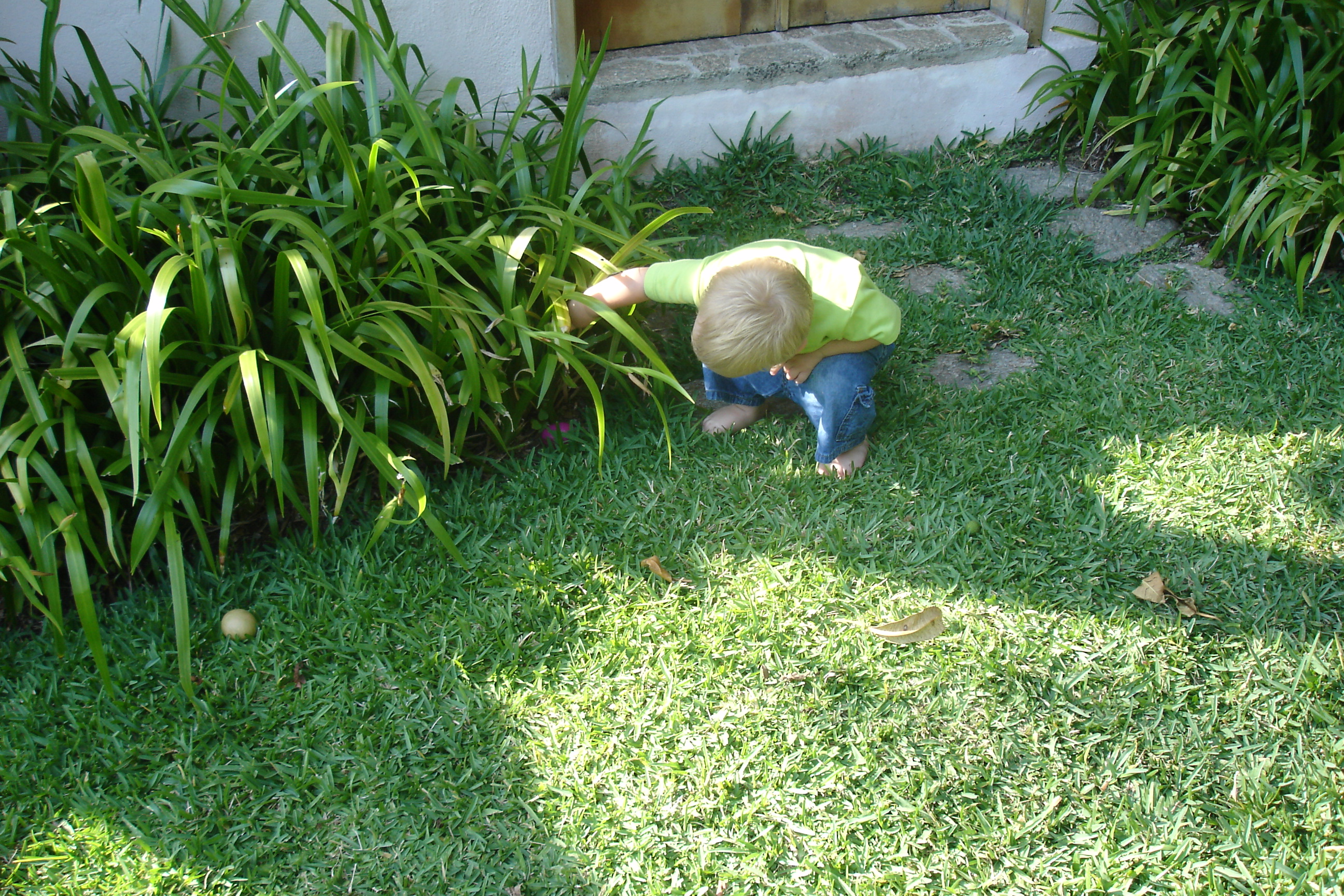
Bambino che gioca in caccia alle uova nel giardino.
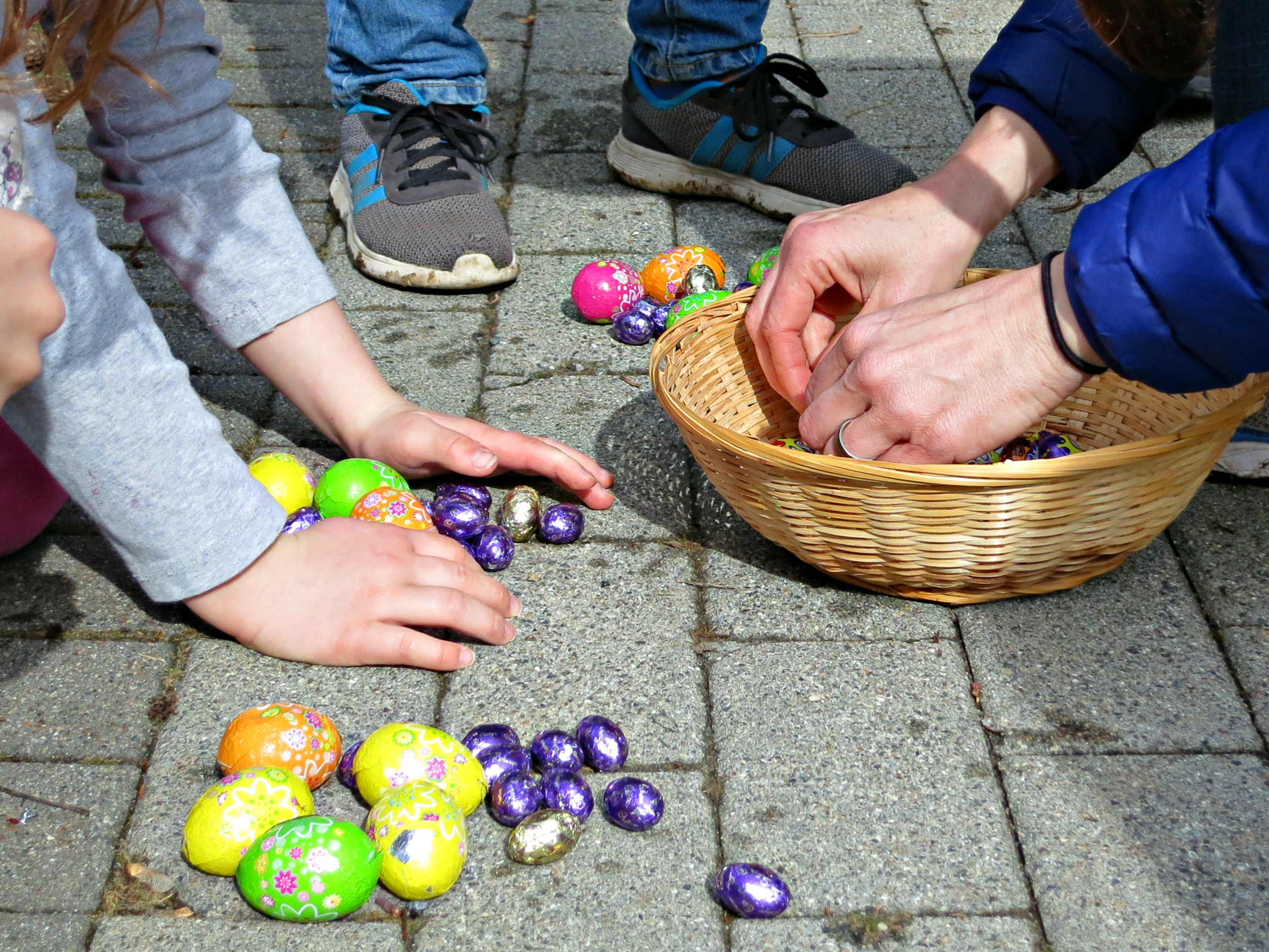
Divisione delle uova raccolte.